# Jose A. Rodriguez

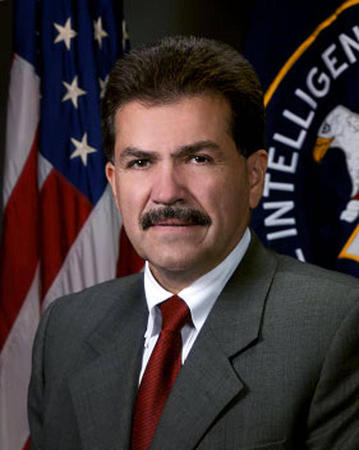
Jose A. Rodriguez

Jose A. Rodriguez (* 1948 in Puerto Rico) ist ein ehemaliger Direktor des National Clandestine Service. Nach den Terroranschlägen vom 11. September 2001 wurde er Chef des Stabes (Chief of Staff) des National Counterterrorism Center. Am 16. November 2004 wurde  Rodriguez Deputy Director for Operations, dann Director des National Clandestine Service bis 2007. Es gab eine Kontroverse, weil Rodriguez etwa 100 Videos von Gefangenenbefragungen löschen ließ. Er ist Aufsichtsratsmitglied des US-amerikanischen privaten Sicherheits- und Militärunternehmens Constellis.
Rodrigez hat an der University of Florida Recht studiert und kam 1976 zur CIA. Der Beamte wurde in Panama, der Dominikanischen Republik und Mexiko eingesetzt. In den 1990er wurde Rodriguez Leiter der Lateinamerika Abteilung. 1997 verhinderte eine Verhaftung von einem Schulfreund, welche in der Dominikanischen Republik wegen eines Drogendeliktes Probleme bekam. Rodriguez musste von seinem Posten abtreten und wurde wieder nach Mexiko geschickt.